# Masaharu Suzuki
Masaharu Suzuki (Prefettura di Shizuoka, 3 agosto 1970) è un ex calciatore giapponese, di ruolo difensore.